# Francisco Acevedo Toro
Francisco Acevedo Toro (Santiago, 1940-Viña del Mar, 22 de junio de 2019) fue un médico neurólogo infantil, dirigente político, escritor, padre de cuatro hijos y abuelo de diez nietos. Fue sobrino de la poeta Olga Acevedo Serrano. Tuvo una licencia en Psicología en la Universidad de Clermont-Ferrand, un diploma de Neuropsicología y un magíster en Salud Pública en la Universidad de Montpellier, en Francia.

## Biografía

### Primeros años
Realizó estudios secundarios en el Instituto Nacional José Miguel Carrera y fue cadete en la Escuela Militar. Estudió Medicina en la Universidad de Chile, ejerció en Coinco recién recibido, desempeñándose como director del hospital, regidor y posteriormente alcalde, antes de cumplir 30 años.

### Golpe de Estado
En 1972 se trasladó a Viña del Mar, colaborando en medio de la huelga del Colegio Médico con la gestión del entonces director del Hospital Gustavo Fricke, doctor Marcos Maldonado. El Golpe de Estado de 1973 significó su expulsión del servicio público y junto a cientos de porteños estuvo preso en el Buque Lebu en la bahía de Valparaíso.

### Exilio y retorno
A comienzos del año 1974 partió al exilio en Francia en donde permaneció hasta 1984.
A su regreso ejerció como médico en el sector privado, integró la Comisión de Derechos Humanos de Valparaíso y posteriormente se reincorporó al sector público en marzo de 1990 como director del Hospital San Martín de Quillota, implementando un novedoso sistema de gestión en compañía de Alma Vidales Maqueira, su sucesora en dicha responsabilidad.

### Reinserción
En 1988 tuvo una breve aparición en la película El regreso de la realizadora audiovisual Marcia Orell.
Fue dos veces candidato a diputado. En 1989 por el distrito de Valparaíso y en 1997 por el distrito de Quillota.
Entre 1994 y 2002 se desempeñó como director del Servicio de Salud Viña del Mar-Quillota.  Junto a sus colaboradores, gestó la idea de implementar el sistema de atención telefónica para eliminar las filas en los consultorios, elemento importante en la campaña presidencial de 1999 y punto de partida para la popularidad de Michelle Bachelet.
Junto al doctor Heriberto Pérez, fue pionero en el desarrollo de un moderno sistema de atención médica de urgencia, SAMU, y fue precursor en la incorporación efectiva del respeto a los derechos de los pacientes, extendiendo los horarios de visita y procurando la aceptación del derecho al consentimiento informado.
Posteriormente, a fines de 2002, renunció a la Dirección del SSVQ y aceptó el desafío que le propone la Universidad del Mar de crear una Facultad de Medicina. Así, durante 5 años fue Decano de la Facultad de Medicina de la Universidad del Mar junto al Odontólogo Hernán Cifuentes Ferreira. Desde 2007 Acevedo ha denunciado públicamente las graves irregularidades que afectan a dicha institución.
Fue vicepresidente de la Junta Directiva de la Universidad de Playa Ancha. Posteriormente trabajó en un consultorio de atención primaria en Quilpué. 
Ha escrito dos novelas: Concón en el tiempo de los pikunches (2009) y Entre Concón y La Ligua en los tiempos de la Reforma Agraria (2011).
El 26 de diciembre de 2014, previo concurso público, la presidenta Michelle Bachelet lo designó nuevamente Director del Servicio de Salud Viña del Mar-Quillota, cargo que sería provisoriamente desde marzo del mismo año.

## Valoración de su obra literaria
Respecto de sus novelas, Gonzalo Villar ha dicho:
Son textos en que se lee entre líneas la formación militar del autor, su profesión de médico y psicólogo, su experiencia de alcalde, Director de Hospital, dirigente político y, sobre todo, cristiano a la manera desinteresada y amorosa que enseñan los Evangelios.
Las novelas entrecruzan la historia pública y la privada, iluminando amores caracterizados por la persistencia del afecto pese a los hechos de sangre; nuevas relaciones de pareja; desastres individuales y colectivos.
Con impecable coherencia, se relata la lucha que por siglos ha sostenido la gente de la tierra contra los encomenderos y sus sucesores en el abuso y la prepotencia.
En ambas novelas se reconoce el heroísmo de los que lucharon, fueron torturados o asesinados, perdieron sus hogares y sus familias, por defender el vínculo ancestral entre sus familias y la tierra.
Las historias de amor que consignan décadas de esperas, nos hablan, intuyo, de una biografía modélica, el prolongado alejamiento de la pareja nuclear, que no cuaja como definitivo, sino hasta encontrarse con el rostro de la muerte o alcanzar la utopía ansiada del reencuentro.
El diálogo espiritual que configura estas obras, arranca desde los libros de historia; la experiencia vital y los miles de pequeños relatos que van alimentando nuestras conciencias, identificándonos con un país, una causa, un sueño.
La Voz de Concón estima que  “Concón… en el tiempo de los pikunches”, es una novela histórica y antropológica que nos permite en forma entretenida y apasionante en el mundo precolombino de la zona central de Chile. Se trata de un riguroso relato de las costumbres, y vida en sociedad de los pikunches que desde tiempos inmemoriales habitaron la región de Valparaíso. Una novela dinámica y didáctica en la que junto a la rigurosidad de la historia viven personajes creados por el autor y también reales que forman parte de la historia de Chile, tanto desde la óptica de los pueblos originarios como de los descubridores y conquistadores. La novela presenta una mirada diferente, pues casi siempre se escribe desde el lado de los conquistadores, sin embargo en esta obra el autor se introdujo en el cuerpo y alma de los pikunches. El trabajo del Dr. Francisco Acevedo denota una profunda reflexión sobre lo que ocurrió en estas tierras y su libro contribuye a la celebración del Bicentenario de la República, haciendo presente un pasado insuficientemente valorado y conocido.

## Historial electoral

### Elecciones parlamentarias de 1989
- Elecciones parlamentarias de 1989 a Diputado por el distrito 13 (Valparaíso, Isla de Pascua y Juan Fernández) [7]

| Candidato                      | Pacto                          | Partido | Votos  | %     | Resultado |
| ------------------------------ | ------------------------------ | ------- | ------ | ----- | --------- |
| Aldo Cornejo González          | Concertación por la Democracia | PDC     | 55 642 | 34,45 | Diputado  |
| Francisco Bartolucci Johnston  | Democracia y Progreso          | UDI     | 28 593 | 17,70 | Diputado  |
| Alberto Neumann Lagos          | Unidad para la Democracia      | PAIS    | 27 386 | 16,96 |           |
| Ricardo Fernández Sanhueza     | Liberal-Socialista Chileno     | PSCH    | 10 398 | 6,44  |           |
| Alejandro Navarrete Pinochet   | Democracia y Progreso          | RN      | 4 343  | 3,96  |           |
| Héctor Peña Castro             | Concertación por la Democracia | PR      | 5 192  | 3,21  |           |
| Francisco Acevedo Toro         | Unidad para la Democracia      | ILG     | 3 300  | 2,04  |           |
| José Carlos Fernández Jorquera | Alianza de Centro              | DR      | 1 853  | 1,15  |           |
| Óscar Olivares Vásquez         | Alianza de Centro              | AN      | 1 311  | 0,81  |           |

### Elecciones parlamentarias de 1997
- Elecciones parlamentarias de 1997, para el Distrito 10, Cabildo, La Calera, Hijuelas, La Cruz, La Ligua, Nogales, Papudo, Petorca, Puchuncaví, Quillota, Quintero y Zapallar[8]

| Candidato                    | Pacto                          | Partido | Votos  | %     | Resultado |
| ---------------------------- | ------------------------------ | ------- | ------ | ----- | --------- |
| Patricia Arriagada Feliú     | Humanista                      | PH      | 1.884  | 1,63  |           |
| Alfonso Vargas Lyng          | Unión Por Chile                | RN      | 34.704 | 30,03 | Diputado  |
| Christian Espejo Muñoz       | Unión Por Chile                | UDI     | 7.932  | 6,86  |           |
| Ignacio Walker Prieto        | Concertación por la Democracia | DC      | 46.015 | 39,81 | Diputado  |
| Francisco Acevedo Toro       | Concertación por la Democracia | PS      | 16.498 | 14,27 |           |
| Hugo Díaz Tapia              | La Izquierda                   | PC      | 7.197  | 6,23  |           |
| Verónica Mancisidor Calderón | La Izquierda                   | NAP     | 1.344  | 1,16  |           |